# Fabrizio Matteucci
Fabrizio Matteucci (Ravenna, 21 febbraio 1957 – Ravenna, 16 febbraio 2020) è stato un politico italiano, sindaco di Ravenna dal 6 giugno 2006 al 21 giugno 2016.

## Biografia
Nel 1973 aderì al Partito Comunista Italiano. Fra la fine degli anni '70 e l'inizio degli anni '80 fu dirigente nazionale della Federazione Giovanile Comunista Italiana.
Dal 1988 al 1993 fu Consigliere comunale a Ravenna, intanto nel 1991 aderì al Partito Democratico della Sinistra.
Dal 1993 al 1997 fu Consigliere provinciale sempre a Ravenna.
Dal 2000 al 2005 ricoprì la carica di Consigliere regionale dell'Emilia-Romagna.
Alle elezioni comunali del 28 e 29 maggio 2006 fu eletto sindaco di Ravenna al primo turno con il 68,9% dei voti. Già esponente dei Democratici di Sinistra, aderì al Partito Democratico. Si ripresentò alle elezioni comunali del 14 maggio e 15 maggio 2011 come candidato sindaco per la coalizione di centro sinistra, venendo eletto al primo turno con il 54.99% dei voti.
Morì per un arresto cardiaco nella sua casa a Ravenna il 16 febbraio 2020, pochi giorni prima del suo 63° compleanno.